# Università di scienze e tecnologie del Benin
L'Università di scienze e tecnologie del Benin (francese: Université des sciences et technologies du Bénin abbreviata in USTB) è un'università privata situata a Cotonou in Benin. L'USTB è stata fondata nel 1996 dal professor Frédéric Dohou.